# Bellardia fengchengensis
Bellardia fengchengensis är en tvåvingeart som beskrevs av Chen 1979. Bellardia fengchengensis ingår i släktet Bellardia och familjen spyflugor. Inga underarter finns listade i Catalogue of Life.